# Megalopidae

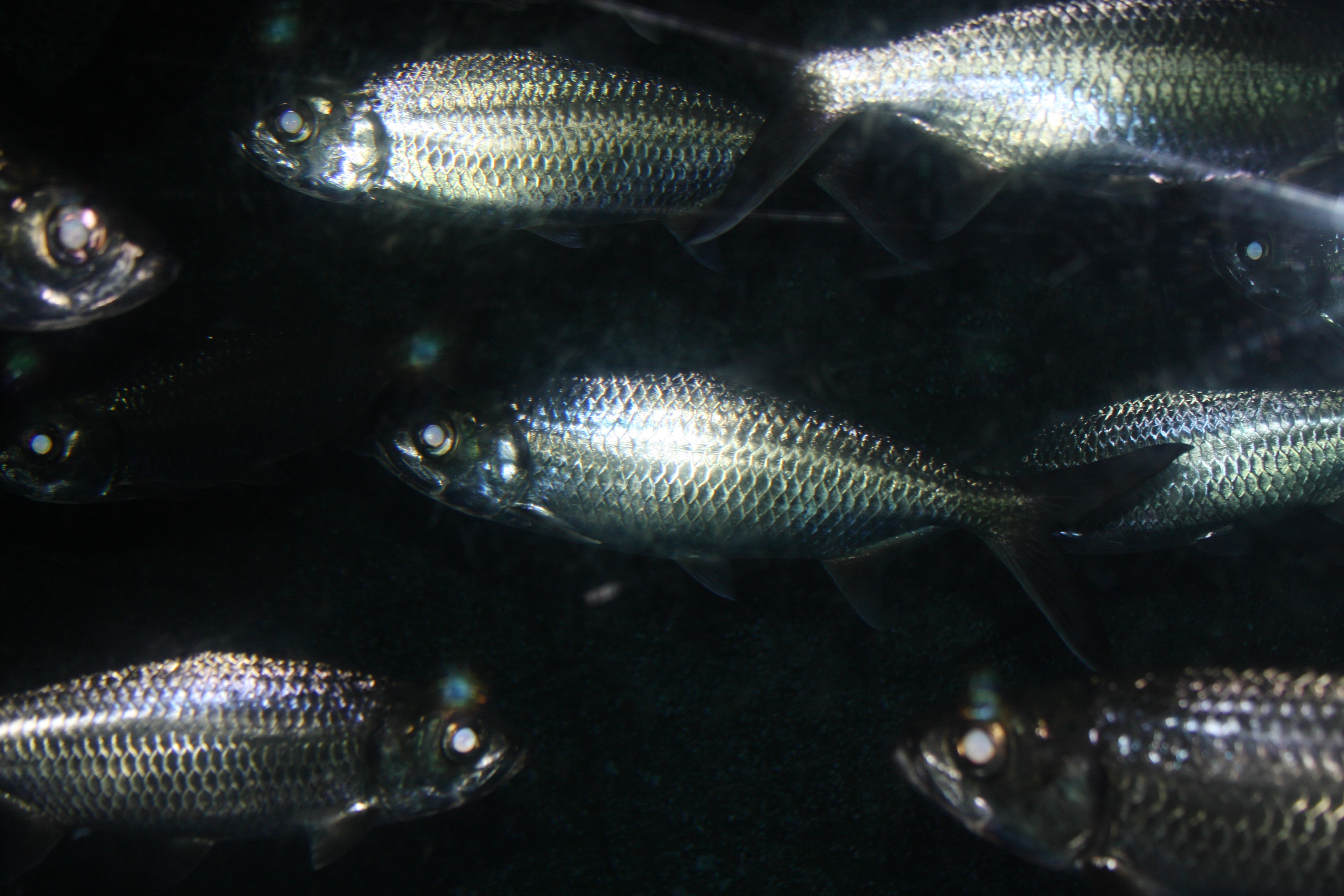
Megalops cyprinoides

I Megalopidae sono una famiglia di pesci ossei appartenenti all'ordine Elopiformes. La famiglia comprende due specie, entrambe appartenenti al genere Megalops.

## Distribuzione e habitat
Le due specie popolano tutti gli oceani tropicali: M. atlanticus nell'Oceano Atlantico e M. cyprinoides nell'Indo-Pacifico.
Sono tipici pesci costieri, eurialini, frequenti nelle lagune, nelle foci fluviali (che risalgono per chilometri) e tra le mangrovie. Tollerano acque poverissime di ossigeno. Penetrano anche in acque completamente dolci, vi si trovano soprattutto i giovani.

## Descrizione

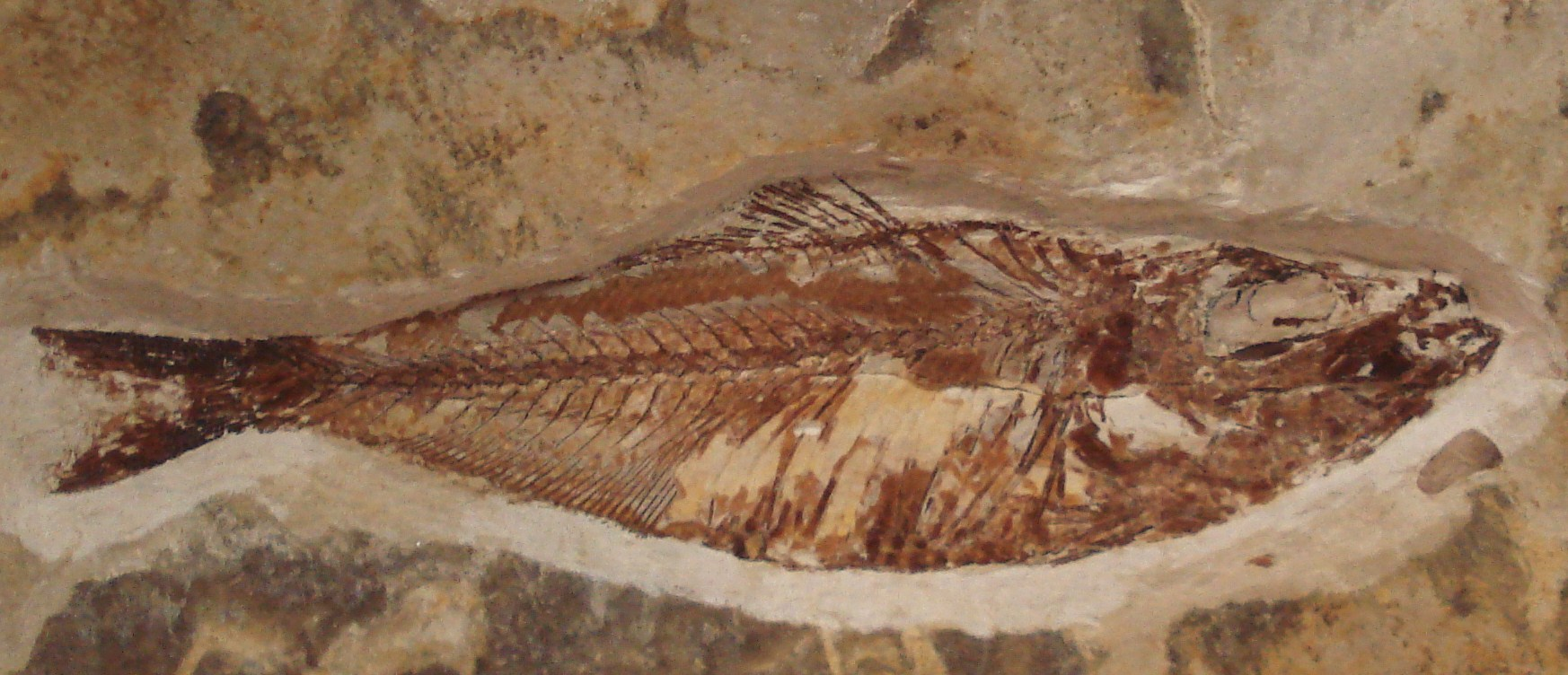
Fossile di Sedenhorstia dayi, un probabile megalopide fossile del Cretaceo

Il corpo è affusolato e compresso lateralmente, la bocca grande e rivolta in alto, anche gli occhi sono piuttosto grandi. La mandibola è più lunga della mascella. Le scaglie sono grandi e vistose. La pinna dorsale è unica, breve, con l'ultimo raggio molto allungato. La pinna anale è più lunga della dorsale, bassa; la pinna caudale è forcuta. Le pinne ventrali sono poste molto indietro, all'altezza della pinna dorsale; le pinne pettorali sono inserite molto in basso.
Il colore di entrambe le specie è argenteo vivace uniforme.
Sono pesci di grandi dimensioni, M. atlanticus è la specie più grande, il record appartiene ad un esemplare catturato nel lago di Maracaibo in Venezuela che misurava 220 cm per quasi 130 kg. M. cyprinoides non supera i 150 cm per 18 kg.

## Biologia
Possono vivere oltre 50 anni. La vescica natatoria è parzialmente trasformata in polmone, con cui possono respirare aria atmosferica.

### Alimentazione
Si cibano di soprattutto di pesci ma consumano anche crostacei.

### Riproduzione
Le femmine depongono fino a 12.000 uova. la larva è un leptocefalo, distinguibile da quello degli anguilliformi per la presenza di una pinna caudale biloba.

## Pesca
Sono pesci apprezzatissimi per la pesca sportiva (praticata soprattutto nel mar dei Caraibi) per la strenua difesa che oppongono alla cattura ma le loro carni non sono molto apprezzate perché piene di lische.

## Specie
La famiglia comprende due specie:
- Genere Megalops
  - Megalops cyprinoides
  - Megalops atlanticus